# Leo O'Connell
Leo Anthony O'Connell (St. Louis, 31 agosto 1883 – St. Louis, 15 agosto 1934) è stato un calciatore statunitense, di ruolo attaccante.
Nel 1904 fece parte della squadra del St. Rose Parish che conquistò la medaglia di bronzo nel torneo di calcio dei Giochi della III Olimpiade.